# Holografija
Holografija (grč. hólos: čitav, potpun, sav + gráfos: pišem, crtam") je postupak snimanja i reprodukcije trodimenzionalne slike nekog predmeta uz pomoć koherentne svjetlosti a bez upotrebe optičkih leća. Takva se slika naziva hologram, a od dvodimenzionalne se fotografske snimke razlikuje po tome što uz raspored i jakost svjetlosnih valova, odraženih od snimanog predmeta, bilježi i njihov smjer i fazu. Time se pohranjuju sva svojstva valne fronte svjetlosti, a također i potpuna informacija o prostornim svojstvima predmeta. Hologram promatran iz različitih kutova pruža različite prizore snimljenog predmeta. Kako jedno promatračevo oko vidi hologram pod drugačijim kutom od drugoga oka, stječe se dojam prostornosti snimljenog predmeta, jednako kao da se radi o promatranju stvarnog predmeta.

## Povijest
Način rada holografije otkrio je još 1948. godine mađarski znanstvenik D. Gábor istraživajući mogućnosti bolje moći razlučivanja elektronskog mikroskopa, no tek je šezdesetih godina 20. stoljeća otkriće lasera omogućilo praktičnu primjenu holografije.
Treba napomenuti da su davno prije Dennis Gábora određena otkrića tadašnjih znanstvenika stvorila pretpostavke za pronalaženje i razvoj tehnike holografije: 
- 1672. I. Newton je uz pomoć optičke prizme razdijelio val bijele svjetlosti na njegove spektralne komponente (disperzija);
- 1882. određena je brzina svjetlosti kao 299 778 km/s;
- 1948. D. Gábor otkriva osnovne metode holografije;
- 1958. Ch. H. Towers i A. L. Schawlow objavljuju članak "Infracrveni i optički laser" u kojem su nagovijestili mogućnost laserskog emitiranja koherentne svjetlosti;
- 1960. T. M. Maiman iz kalifornijskog "Hughes Aircraft Company Research Laboratory" gradi prvi laser - impulsni rubinski laser;
- 1961. god. pronalaskom lasera budi se ponovno interes za holografiju. E. Leith i J. Upatnieks sa Sveučilišta u Michiganu ponavljaju rane Gaborove pokuse, ovog puta uz pomoć lasera. Y. N. Denisyuk u SSSR-u snima holograme za čiju se reprodukciju koristi refleksija bijele svjetlosti. Tehniku refleksnih holograma razvija intenzivno Stroke i njegova grupa s DRžavnog sveučilišta u New Yorku sredinom 60-ih godina 20. stoljeća;
- 1971. D. Gábor prima Nobelovu nagradu za fiziku za svoja otkrića osnova holografije;
- 1972. L. Cross i D. Smith snimaju prvi hologram predmeta u pokretu.

## Primjena
Osim fotografiranja brzih pojava s velikom prostornom dubinom, prostornog prikazivanja strujanja plinova i tekućina, deformacija u elastičnim predmetima, holografija omogućuje i novi način rada računalom na bazi optičkih memorija. Pomoću holografije sa snopom elektrona (elektronska holografija) snimljena je i unutrašnjost atoma. Iako je holografija pospješila rješavanje mnogih problema u fizici i tehnici, sam je postupak relativno složen i skup. Zato se i holografija primjenjuje samo onda kad se drugim, pristupačnijim metodama ne mogu postići bolji rezultati. Danas se holografija ponajprije koristi za istraživanja u znanosti i industriji. Holografsko snimanje uz pomoć impulsnoga lasera omogućuje istraživanje pojava koje se odvijaju velikom brzinom. Holografskom interferometrijom moguće je dvostrukom ekspozicijom istraživanog predmeta (u opterećenom i neopterećenom stanju) precizno odrediti njegove deformacije; katkad se, napose u istraživanju živih organizama. Holografskom mikroskopijom mogu izbjeći ograničenja klasične optičke mikroskopije; u računalstvu se, zbog goleme količine podataka i mogućnosti brza pristupa, intenzivno ispituju mogućnosti holografske memorije. Na posljetku, hologramom se neki umjetnici služe kao tehnikom svojega likovnog izričaja.

## Snimanje holograma
Holografsko se snimanje najčešće provodi uz pomoć snopa monokromatske koherentne svjetlosti koju emitira laser (njezini se valovi, za razliku od, na primjer, valova Sunčeve svjetlosti, šire s međusobno usklađenim fazama). Jednim se dijelom emitirane svjetlosti obasjava snimani predmet, od kojega se ona odražava i pada na fotoosjetljivu podlogu (fotografska ploča ili film). Istodobno se drugi dio emitirane svjetlosti (referentna zraka) usmjerava izravno na podlogu. Zbog interferencije tih dviju svjetlosnih zraka, na fotoosjetljivoj podlozi, hologramu, ne ostaju zabilježene prepoznatljive konture predmeta, već tamne i svijetle pruge interferencije. Holografska reprodukcija obrnut je postupak od snimanja, to jest hologram se obasjava koherentnom svjetlošću iz smjera odakle je tijekom snimanja dolazila referentna zraka. Djelujući poput optičke rešetke, raster interferencijskih pruga holograma uzrokuje ogib svjetlosti, stvarajući tako svjetlosne valove, kojih su valne fronte jednake onima što su u trenutku snimanja odražene od snimanog predmeta. Gledanjem kroz prozirni hologram vidi se virtualna slika na mjestu na kojem se predmet nalazio za vrijeme snimanja.
Višestrukim eksponiranjem može se na jednome hologramu zabilježiti i slijed od više snimaka, pa se tako, na primjer, može postići da se, ovisno o smjeru gledanja, vide različiti prizori ili pak dobije dojam predmeta u pokretu. Višestruka se ekspozicija primjenjuje i za dobivanje holograma u boji, preklapanjem triju snimaka istog predmeta osvijetljenoga laserima različitih boja svjetlosti. Razvijeni su i postupci dobivanja holograma vidljivog na bijeloj (dnevnoj) svjetlosti (volumni hologram). Njegove su interferencijske pruge zapisane u termoplastičnoj podlozi u obliku vrlo plitka reljefa prekrivena tankim slojem aluminija, srebra ili zlata. Taj se oblik holograma može umnažati tiskom, a među ostalim služi kao zaštita na novčanicama, kreditnim karticama i slično. 
Hologram se može dobiti i nefotografskim postupkom, to jest može se generirati računalom, a ostvariti najčešće nekim od litografskih postupaka (sintetski hologram). Osim svjetlosnim valovima, hologram je moguće ostvariti i primjenom elektromagnetskih valova drugih valnih duljina, a razvijena je i holografija uz pomoć ultrazvučnih valova, kojom se dobivaju takozvani akustički hologrami.

## Čitanje holograma
Da bi se iz holograma opet rekonstruirala slika, potrebno je ponoviti postupak kakav je upotrijebljen pri dobivanju holograma. Kada se snimljeni hologram rasvijetli jednakim ravnim referentnim valom koji pada na nj pod jednakim kutom kao i pri snimanju, svijetlo kroz hologram djelomično prolazi bez ogiba, kao val nultog reda, a djelomično se ogiba formirajući valove 1. reda. Jedan val 1. reda daje realnu sliku predmeta, a drugi val 1. reda virtualnu sliku. Obje slike su trodimenzionalne, s time da se realna slika može dalje registrirati (snimiti) fotografskim postupkom, a virtualna ne. Slika objekta dobivenog reprodukcijom holograma vjerna je predmetu, iste je veličine kao i predmet, a ovisno o kutu promatranja holograma moguće je vidjeti predmete koji stoje jedan iza drugoga. Promatrač koji gleda hologram ima dojam da gleda na svijetli predmet kroz okvir holograma.

## Svojstva
Iz navedenih podataka o snimanju i reprodukciji holograma može se zaključiti da svako mjesto na hologramu sadrži sliku predmeta. Pri rezanju na dva jednaka dijela ne gubi se pola slike, nego se na svakoj polovici opet može vidjeti cijeli predmet. Ako se hologram dalje dijeli, na svakom komadiću ostaje barem gruba slika predmeta iako se detalji gube. Ovo svojstvo holograma bitno mu poboljšava kvalitetu jer ako na fotoosjetljivoj emulziji postoje greške ili prašina uništi djelić emulzije - kvaliteta slike ostat će zadovoljavajuća, što nije slučaj u pri klasičnom fotografskom postupku gdje svaka greška na negativu znači zauvijek izgubljenu informaciju.
Još jedna prednost holografije prema fotografskom postupku je da hologram prolazi samo kroz proces razvijanja, a od nastanka fotografije ili dijapozitiva moraju se izvesti dva kemijska postupka - razvijanje negativa i nakon preslikavanja negativa na pozitiv, razvijanje samog pozitiva.

## Hologram
Hologram je trodimenzionalna slika dobivena primjenom koherentne laserske svjetlosti holografijom. Interferencijske pruge zabilježene na fotografskoj ploči ili filmu, ili otisnute na termoplastičnoj podlozi sadržavaju sve informacije o rasporedu, jakosti, smjerovima i fazama svjetlosnih valova odraženih od predmeta u trenutku snimanja. Na samoj fotografskoj ploči slika predmeta nije prepoznatljiva. Zabilježene interferencijske pruge su optička rešetka kroz koju se svjetlost otklanja od početnoga smjera i konstruktivnom interferencijom u nekim smjerovima pojačava. Snimljeni predmet vidi se kroz fotografsku ploču kao kroz prozor, promjenom promatračkoga položaja postaju vidljivi različiti dijelovi predmeta.

## Vanjske poveznice
|  | Zajednički poslužitelj ima još gradiva o temi Holografija |